# Venezillo aenigma
Venezillo aenigma är en kräftdjursart som först beskrevs av Barnard 1932.  Venezillo aenigma ingår i släktet Venezillo och familjen Armadillidae. Inga underarter finns listade i Catalogue of Life.